# Jutta Appelt
Jutta Appelt (* 17. September 1939 in Greding) ist eine deutsche Politikerin der CDU.
Jutta Appelt schloss ihre schulische Ausbildung mit der mittleren Reife 1956 ab. Anschließend besuchte sie ein Seminar für Kindergärtnerinnen in Nürnberg. Nach ihrem Abschluss war sie bis 1959 zunächst als Erzieherin in einem privaten Haushalt tätig. Danach arbeitete sie bis 1966 in den Jugendhorten der Stadt Nürnberg. Von 1966 bis 1970 war Appelt Leiterin eines Schulkindergartens in Lippstadt und ab 1972 in Schwelm.
Als Schulpolitikerin leitete sie das Referat „Sozialpädagogische Fachkräfte“ im Verband Bildung und Erziehung.
Jutta Appelt ist seit 1977 Mitglied der CDU, deren Landesvorstand sie ebenso wie dem der CDA angehörte.
Von 1984 bis 1995 war sie Ratsmitglied in Wuppertal. 
Jutta Appelt gehörte dem Landtag von Nordrhein-Westfalen von 1995 bis 2005 an. Seitdem ist sie vor allem als Autorin und Märchenerzählerin tätig.
Jutta Appelt ist verheiratet und hat ein Kind.

## Belege
1. ↑  Pressemitteilung des VBE (Seite dauerhaft nicht mehr abrufbar, festgestellt im Oktober 2024. Suche in Webarchiven) (Abgerufen am 28. Oktober 2013.)

| Personendaten    | Personendaten                                                  |
| ---------------- | -------------------------------------------------------------- |
| NAME             | Appelt, Jutta                                                  |
| KURZBESCHREIBUNG | deutsche Politikerin (CDU), MdL, Autorin und Märchenerzählerin |
| GEBURTSDATUM     | 17. September 1939                                             |
| GEBURTSORT       | Greding                                                        |